# 恋人なんて
「恋人なんて」（コイビトナンテ）は、1983年6月21日に発売された原真祐美の通算2枚目のシングル。

## 解説
- 第9回日本テレビ音楽祭新人賞候補曲

## 収録曲
- 全曲作詞・作曲：天野滋／編曲：松井忠重

1. 恋人なんて (3分22秒)
2. 忘れないで (3分51秒)